# Hymn Jersey
Island Home (pol. Dom na Wyspie) jest lokalnym hymnem wyspy Jersey (obok oficjalnego hymnu królewskiego Wielkiej Brytanii God Save the King). Został wybrany w ramach konkursu 28 kwietnia 2008 r. Autorem muzyki i tekstu jest Gerard Le Feuvre.

## Tekst hymnu[1]

### Wersja angielska
Island Home
Ours is an Island home 

Firm on rock and strong by sea 

Loyal and proud in history,

Our thankful hearts are

Raised to God for Jersey.

The beauty of our land

Long inspires both eye and mind.

Ours the privilege to guard its shore

So help we God that

Jersey might by grace endure.

### Wersja w języku Jèrriais
Isle de Siez Nous
Nouot' Île est nouotre siez nous

Firme sus l'rot chi forte par mé

Louoyale histouaithe et orgilleuse

tchoeurs èr connaîs sants l'vées 

à Dgi pouor Jèrri

La bieauté d'nouotre pays

Înspithe yi et lé esprit

Nouot're privilèdge lé soin san bord

Qué Dgieu nouos' Aîgue qué

Jèrri peut par grâce tcheindre bouon